# Ułus abyjski
Ułus abyjski (ros. Абыйский улус, jakuc. Абый улууһа) – ułus (jednostka podziału administracyjnego w rosyjskiej Jakucji) w położonej poza kołem polarnym części autonomicznej rosyjskiej republiki Jakucji.
Ułus został utworzony 25 maja 1930. Centrum administracyjnym jest osiedle typu miejskiego Biełaja Gora.
W ostatnim okresie znacząco spada liczba ludności i tak słabo zaludnionego rejonu, spis z 1989 wykazywał ponad 8000 mieszkańców, a w 2002 było ich tylko 4750.
Przez terytorium ułusu przepływa rzeka Indygirka. Znajduje się w nim też około 12 tys. niewielkich jezior.